# كارديف الوسطى (دائرة انتخابية في المملكة المتحدة)
كارديف الوسطى (بالإنجليزية: Cardiff Central)‏ هي إحدى الدوائر الانتخابية في المملكة المتحدة الممثلة في مجلس العموم في برلمان المملكة المتحدة.
عضو البرلمان الذي يمثلها حالياً هو :Jenny Willott (LD).